# ヨハン・トロンプ
ヨハン・トロンプ（Johann Tromp、1990年12月23日 - ）は、ストレラに所属するラグビーユニオン選手。

## プロフィール
- ナミビア・ウィントフック出身[1]。
- ポジションはスクラムハーフ(SH)、フルバック(FB)。
- 身長 183cm、体重 91kg
- ナミビア代表キャップは45でラグビーワールドカップ2015・ラグビーワールドカップ2019のナミビア代表に選ばれた[2]。

## 略歴
ウェルウィッチアス、イースタン・プロヴィンス・キングス、キングス、ウェルウィッチアス、ストレラを経て、2020年、ストレラに加入。